# Ikonien edessä
Ikonien edessä (Nederlands: Voor de iconen) is een compositie van de Finse componist Einojuhani Rautavaara voor symfonieorkest.
Het werk begon zijn leven in 1955/1956 voor piano solo getiteld Ikonit, opus 6. Rauatavaara wilde ook een versie voor orkest maken, maar daar kwam het veertig jaar niet van. Bij de orkestversie voegde hij nog enige aanvullingen in. Inspiratie voor het werk haalde de Fin uit een bezoek in 1939 aan het Valaamklooster op het eiland Valaam in het Ladogameer. In zijn jeugd lag dat meer nog in Finland, maar het werd na de Vervolgoorlog in 1944 (formeel 1947) weer ingelijfd door/onder druk afgestaan aan de toenmalige Sovjet-Unie en behoort nu aan Rusland. Rautavaara schreef het originele werk uit heimwee naar Finland, toen hij zijn opleiding kreeg op de Amerikaanse Juilliard School. De stijl wordt beschreven als neoromantisch en neoclassicistisch met sporen van dodecafonie. Door de indeling, die de componist in 2005 op papier zette (dus met de toevoegingen) kreeg het een opzet gelijk aan die van de Schilderijententoonstelling van Modest Moessorgski. De “gebeden” dienen dan als een soort “promenade” (wandeling tussen de schilderijen).
De delen
1. Jumalanäidan kuolema (De dood van de moeder van God)
2. Rukousta (Gebed)
3. Kaksi maalaispyhimystä (Twee dorpsheiligen)
4. Blakernajan musta Jumalanätti (Zwarte madonna van Blakernaya)
5. Rukousta  (Gebed)
6. Kristksen kaste (De doop van Christus)
7. Pyhät naiset haudalla (De heilige vrouwen bij de graftombe)
8. Rukousta (Gebed)
9. Arkkienkeli Mikael kukistaa Antikristuksen (Aartsengel Michael in gevecht met de antichrist)
10. Amen

Het is niet bekend of het werk het concertpodium heeft bereikt voordat het op cd werd vastgelegd.
Orkestratie
- 3 dwarsfluiten, 3 hobo’s, 3 klarinetten, 3 fagotten
- 4 hoorns, 3 trompetten, 3 trombones, 1 tuba
- pauken, percussie, 1 harp
- violen, altviolen, celli, contrabas